# The Black and White Album
Cet article possède un paronyme, voir Black and White.
Albums de The Hives
Tyrannosaurus Hives
(2004) Lex Hives
(2012)
The Black and White Album est le quatrième album du groupe de garage rock suédois The Hives.
Sorti le 15 octobre 2007 en Europe et le 13 novembre aux États-Unis, il aurait dû sortir initialement le 9 octobre, en Europe comme aux États-Unis ; sa sortie a cependant été reportée pour des raisons inconnues.
Le premier single extrait de cet album est le titre Tick Tick Boom ; il a notamment servi de bande-son pour une publicité pour Nike peu avant sa sortie en single le 8 octobre 2007.
Le groupe a déclaré avoir enregistré pour cet album entre 20 et 30 chansons (dont 7 enregistrées avec le producteur Pharrell Williams, les autres étant produites par Jacknife Lee et Dennis Herring) parmi lesquelles ils choisirent les meilleures.

## Liste des titres
1. Tick Tick Boom - 3:25
2. Try It Again - 3:29
3. You Got It All... Wrong - 2:42
4. Well All Right! - 3:29
5. Hey Little World - 3:22
6. A Stroll Through Hive Manor Corridors - 2:37
7. Won't Be Long - 3:46
8. T.H.E.H.I.V.E.S. - 3:37
9. Return the Favour - 3:09
10. Giddy Up! - 2:51
11. Square One Here I Come - 3:10
12. You Dress Up for Armageddon - 3:09
13. Puppet on a String - 2:54
14. Bigger Hole to Fill - 3:37

### Bonus
- Fall is Just Something Grownups Invented (sur l'édition de Grande-Bretagne) - 2:40
- Hell No (disponible uniquement sur iTunes) - 2:22